# Als zij langs loopt
Als zij langs loopt is een nummer van Flinke Namen. Het kwam uit op 5 juni 2009, en is de leading single van hun album Superstuntwerk. Op 27 juni 2009 kwam het nummer binnen in de Nederlandse Top 40.

## Clip
De clip werd geregisseerd door Kevin Boitelle, en is opgenomen in Amsterdam. In de clip zien we de drie rappers in drie verschillende situaties. In de eerste scène loopt Sef door het park, en ziet hij een mooie meid. Hij is daardoor verward. In de tweede scène loopt Fit over straat, en ook hij ziet een mooie meid. In de derde scène staat Murth in een schoenenzaak, en ook hem overkomt hetzelfde. The Flexican komt pas aan het eind van de clip in beeld.

## Hitnotering
| "Als Zij Langs Loopt" in de Nederlandse Top 40 - binnen: 27-06-2009 | "Als Zij Langs Loopt" in de Nederlandse Top 40 - binnen: 27-06-2009 | "Als Zij Langs Loopt" in de Nederlandse Top 40 - binnen: 27-06-2009 | "Als Zij Langs Loopt" in de Nederlandse Top 40 - binnen: 27-06-2009 | "Als Zij Langs Loopt" in de Nederlandse Top 40 - binnen: 27-06-2009 | "Als Zij Langs Loopt" in de Nederlandse Top 40 - binnen: 27-06-2009 | "Als Zij Langs Loopt" in de Nederlandse Top 40 - binnen: 27-06-2009 | "Als Zij Langs Loopt" in de Nederlandse Top 40 - binnen: 27-06-2009 | "Als Zij Langs Loopt" in de Nederlandse Top 40 - binnen: 27-06-2009 | "Als Zij Langs Loopt" in de Nederlandse Top 40 - binnen: 27-06-2009 |
| Week                                                                | 1                                                                   | 2                                                                   | 3                                                                   | 4                                                                   | 5                                                                   | 6                                                                   | 7                                                                   | 8                                                                   |                                                                     |
| ------------------------------------------------------------------- | ------------------------------------------------------------------- | ------------------------------------------------------------------- | ------------------------------------------------------------------- | ------------------------------------------------------------------- | ------------------------------------------------------------------- | ------------------------------------------------------------------- | ------------------------------------------------------------------- | ------------------------------------------------------------------- | ------------------------------------------------------------------- |
| Nummer                                                              | 34                                                                  | 29                                                                  | 21                                                                  | 19                                                                  | 24                                                                  | 25                                                                  | 27                                                                  | 40                                                                  | uit                                                                 |

| "Als Zij Langs Loopt" in de Nederlandse Single Top 100 - binnen: 20-06-2009 | "Als Zij Langs Loopt" in de Nederlandse Single Top 100 - binnen: 20-06-2009 | "Als Zij Langs Loopt" in de Nederlandse Single Top 100 - binnen: 20-06-2009 | "Als Zij Langs Loopt" in de Nederlandse Single Top 100 - binnen: 20-06-2009 | "Als Zij Langs Loopt" in de Nederlandse Single Top 100 - binnen: 20-06-2009 | "Als Zij Langs Loopt" in de Nederlandse Single Top 100 - binnen: 20-06-2009 | "Als Zij Langs Loopt" in de Nederlandse Single Top 100 - binnen: 20-06-2009 | "Als Zij Langs Loopt" in de Nederlandse Single Top 100 - binnen: 20-06-2009 | "Als Zij Langs Loopt" in de Nederlandse Single Top 100 - binnen: 20-06-2009 | "Als Zij Langs Loopt" in de Nederlandse Single Top 100 - binnen: 20-06-2009 | "Als Zij Langs Loopt" in de Nederlandse Single Top 100 - binnen: 20-06-2009 | "Als Zij Langs Loopt" in de Nederlandse Single Top 100 - binnen: 20-06-2009 |
| Week                                                                        | 1                                                                           | 2                                                                           | 3                                                                           | 4                                                                           | 5                                                                           | 6                                                                           | 7                                                                           | 8                                                                           | 9                                                                           | 10                                                                          |                                                                             |
| --------------------------------------------------------------------------- | --------------------------------------------------------------------------- | --------------------------------------------------------------------------- | --------------------------------------------------------------------------- | --------------------------------------------------------------------------- | --------------------------------------------------------------------------- | --------------------------------------------------------------------------- | --------------------------------------------------------------------------- | --------------------------------------------------------------------------- | --------------------------------------------------------------------------- | --------------------------------------------------------------------------- | --------------------------------------------------------------------------- |
| Nummer                                                                      | 76                                                                          | 56                                                                          | 33                                                                          | 75                                                                          | 87                                                                          | 76                                                                          | 60                                                                          | 81                                                                          | 93                                                                          | 88                                                                          | uit                                                                         |

## Op albums
Albums
- Superstuntwerk (Flinke Namen 2009)
Mixtapes
- Top Notch Extravaganza III (The Flexican en Jandino 2009)
- Hitzone 51